# Pietrzwałd (osada w województwie pomorskim)
Pietrzwałd (Pietrzwałd-Osada) – osada w Polsce położona w województwie pomorskim, w powiecie sztumskim, w gminie Sztum. Znajduje się pomiędzy Górkami a Mleczewem, jednak w oddaleniu od drogi wojewódzkiej przechodzącej przez te miejscowości. Większy dystans dzieli osadę od wsi Pietrzwałd.
W latach 1945–1975 miejscowość administracyjnie należała do województwa gdańskiego, a w latach 1975–1998 do województwa elbląskiego.